# ゲンチオビオース
ゲンチオビオース（英語: gentiobiose）は、2つのD-グルコースがβ(1->6)結合した二糖である。グルコースのキャラメル化生成物である。

## 性質
白色の結晶性固体で、水または熱メタノールに溶ける。
グルコースシロップのデンプン加水分解過程において、苦味のあるゲンチオビオースは、2つのD-グルコース分子の酸触媒による縮合反応によって望ましくない生成物として形成される。β-D-グルコース単位が1つ伸長した三量体のゲンチオトリオースを用いて測定したところ、苦味が5分の1に減少した。
また、ゲンチオビオースは、プスツラン (pustulan) やβ-1,3-1,6-グルカンなどのグルカンの酵素的加水分解によっても生成する。

## 存在
サフランの色素のクロシンはクロセチンとゲンチオビオースが結合したものである。
リンドウやキョウチクトウの葉に、配糖体として含まれている。